# 平四ツ波
平四ツ波（たいらよつなみ）は、福島県いわき市の大字である。郵便番号は970-8018。

## 地理
いわき市中央部の平地区に属し、地区内北部に位置する。北で平絹谷、東で平上片寄、平大室、南東で平中塩、東で平下平窪、平中平窪、北東で平上平窪とそれぞれ隣接するほか、平中塩との間には両地域より分離した石森が所在する。概ね町村制施行以前の磐城郡四ツ波村の流れを汲む地域である。夏井川支流の新田川に沿う谷間を域内とする。北側には石森山がそびえ、その南斜面にはいわき市フラワーセンターが所在する。南側に住宅などが所在し、南端部には県営団地が立地する。内郷御厩町に所在するいわき中央警察署及び平字正内町に所在する平消防署がそれぞれ管轄にあたる。

### 山
- 石森山

### 河川
- 新田川（二級水系夏井川支流）

### 主な字
字
- 三反田
- 糖塚
- 稗田
- 石森
- 笹目田

## 歴史
- 1879年1月27日 - 平藩領四ツ波村が福島県内における郡区町村制の施行により磐城郡の村となる。
- 1889年4月1日 - 町村制の施行により四ツ波村が幕之内村、鯨岡村、大室村、上平窪村、中平窪村、下平窪村、中塩村と合併し、磐城郡平窪村が発足する。旧四ツ波村域は平窪村の大字となる[4]。
- 1896年4月1日 - 磐城郡と周辺郡との合併により石城郡が発足し、石城郡平窪村となる。
- 1937年6月1日 - 平窪村が平町と合併して平市となり、平市の大字となる。
- 1966年10月1日 - 平市が磐城市・常磐市・内郷市・勿来市、石城郡小川町・遠野町・四倉町・川前村・田人村・好間村・三和村、双葉郡久之浜町・大久村と合併しいわき市となり、いわき市平地区の大字となる。
- 1989年 - 南東側の丘陵部に造成された石森ニュータウンが石森として分離する。

## 世帯数と人口
2023年10月31日現在の世帯数と人口は以下の通りである。
| 大字     | 世帯数  | 人口  |
| -------- | ------- | ----- |
| 平四ツ波 | 155世帯 | 361人 |

## 小・中学校の学区
市立小・中学校に通う場合、学区は以下の通りとなる。
| 番地 | 小学校                 | 中学校                 |
| ---- | ---------------------- | ---------------------- |
| 全域 | いわき市立平第二小学校 | いわき市立平第二中学校 |

## 交通

### 鉄道
域内に鉄道施設は存在しない。

### 道路
- 一級市道掻槌小路上柳生線
- 一級市道泉崎上片寄線

### バス
新常磐交通路線バス
- （いわき駅方面） - 四ツ波糖塚 - 四ツ波
  - いわき駅～石森～四ツ波

## 施設
- いわき市フラワーセンター
- 県営住宅四ツ波団地
- 四ツ波公民館